# Museum für Vor- und Frühgeschichte
In het Museum für Vor- und Frühgeschichte, tot 2009 gevestigd in Slot Charlottenburg in het stadsdeel Charlottenburg, is een van de archeologiemusea in de Duitse hoofdstad Berlijn. Momenteel is de collectie ondergebracht in het Neues Museum.
Tot de collectie behoren replica's van de bekende Schat van Troje. Voor de oorlog bevond de echte schat zich in dit museum. De communisten hebben deze goudschat meegenomen als compensatie voor de door Rusland geleden oorlogsschade; de schat bevindt zich nu in Moskou. Het enige dat nog rest van de vondst zijn vele kruiken en andere minder in het oog springende objecten.
In de collectie bevindt zich een gouden hoed, welke is gemaakt in de Bronstijd.